# もう一人のマリオネット
『もう一人のマリオネット』（もうひとりのマリオネット）は、さいとうちほによる日本の漫画作品。
『少女コミック』（小学館）にて1991年1号から連載されていた。単行本全8巻（絶版）、文庫本全4巻。

## あらすじ
『その日のバレエの発表会で納得できる踊りができたら、東京でバレエの勉強をさせて欲しい』
父親とそう約束していた萩野七生は、演目の「マリオネット」になりきる。父親は忙しい仕事の合間を縫って発表会に駆けつけるが、七生の踊りを見る直前に急死してしまう、最期に妻に「七生を東京に行かせてやれ」と言い遺して。
偶然七生の踊りを見ていた演出家の神真之は、七生がバレエの才能よりも演劇の才能を秘めていると直感する。強引な手段で七生を上京・劇団に入団させ、新作「マリオネットII（ツー）」の主役に抜擢する。
神の庇護で贔屓されていると団員に思われ、溶け込めなかった七生だったが、自分なりに問題を解決していく。ライバル劇団の嫌がらせを受けながらも、七生入団後の公演は成功するかに思われたが、団員の裏切りで、急遽神が舞台に立つことになる。そして、神が隠していたある秘密“二重人格”が現れ始めてしまう。

## 登場人物
※キャストはドラマCD版
萩野 七生（はぎの ななみ）
声 - 奥田ゆかり
高校1年生。バレエを趣味でなく真剣に学びたいと願っていた。神に強引に劇団に入団させられるが、芝居の面白さに目覚めていく。
神 真之（じん まさゆき）
声 - 山寺宏一
演出家。「劇団29世紀」を主宰する。1年半前まで劇団「木曜舎」の看板役者だったが、裏切る形で、神が木曜舎から独立して立ち上げた劇団。二重人格。
黒崎 建（くろさき たける）
神のもう一人の人格。粗野なところがあり、人との関わりに慣れておらず、人に触られることを嫌う。神の隠された双子らしい。
悠貴 みなみ（ゆうき みなみ）
声 - 小柳弘隆
劇団29世紀の経理や事務を一手に請け負う。神が二重人格であることを唯一知る。
天王寺 一（てんのうじ はじめ）
劇団29世紀のライバル劇団・木曜舎の脚本家・演出家。
冠 雪子（かん ゆきこ）
劇団29世紀の看板女優。一度は劇団を去ったことがあるが、再び戻ってくる。
近藤 大護（こんどう だいご）
劇団29世紀団員。若い神に代わり、団員たちをまとめるリーダー的存在。団員を裏切り、公演初日をすっぽかし、木曜舎へ移籍する。
久世（くぜ）
七生と同じ高校に通う。元々演劇ファンだったが、七生と知り合い、押しかけで29世紀の大道具作りに携わる。
涼木 美砂緒（すずき みさお）
木曜舎の団員。度々男の子に間違われるほどボーイッシュ。
島 陽子（しま ようこ）
29世紀団員。神が劇団の解散を告げ去った後も彼を信じ、待ち続けた。

## 書誌情報
さいとうちほ 『もう一人のマリオネット』
| - 小学館〈フラワーコミックス〉 全8巻 1. 1991年05月25日発売、ISBN 4-09-133701-5 2. 1991年08月26日発売、ISBN 4-09-133702-3 3. 1991年11月26日発売、ISBN 4-09-133703-1 4. 1992年02月26日発売、ISBN 4-09-133704-X 5. 1992年05月26日発売、ISBN 4-09-133705-8 6. 1992年08月21日発売、ISBN 4-09-133706-6 7. 1992年11月26日発売、ISBN 4-09-133707-4 8. 1993年02月26日発売、ISBN 4-09-133708-2 | - 小学館〈小学館コミック文庫〉 全4巻 1. 2000年4月15日発売、ISBN 4-09-191156-0 2. 2000年4月15日発売、ISBN 4-09-191157-9 3. 2000年5月16日発売、ISBN 4-09-191158-7 4. 2000年5月16日発売、ISBN 4-09-191159-5 |